# Hymn Mjanmy
Kaba Ma Kyei (birm. ကမ္ဘာမကျေ, tłum. dosł. „Do końca świata”) – hymn państwowy Mjanmy, przyjęty 22 września 1947 roku. Autorem hymnu jest Saya Tin, który napisał tekst w 1947 roku, zaś muzykę skomponował 20 lipca 1930 roku, kiedy to odbyło się pierwsze oficjalne odegranie hymnu.

## Historia
W latach 1933–1934 różne organizacje birmańskie uznały pieśń Dobama Asiayone za pierwszą pieśń narodową. W czasie okupacji japońskiej podczas II wojny światowej została ona podniesiona do rangi symbolu narodowego.
Przed odzyskaniem niepodległości w 1947 roku została sformowana specjalna komisja, mająca wybrać przyszłą flagę, godło i hymn. Zaproponował on, aby przyjąć kompozycję Saya Tina wraz z nieznacznymi poprawkami w tekście. Kolejna korekta została dokonana 22 września 1947, i tę wersję uznano za właściwą po odzyskaniu niepodległości w 1948 roku.
Kolejną zmianę w tekście przyjęto w roku 1988, w związku ze zmianą nazwy państwa na Mjanma.

## Oficjalne słowa birmańskie
Gba majay Mymar pyay
Dobo bwa myay si mo chi myano bey.
Byay daungtsu go athé bay loo do ka kwe mlay.
Da do byay da do myay way myay.
Do byay do myay adjogo nyinya zwa do dudway.
Taung saung ba tso lay do dawon bay apo dan myay.

## Tłumaczenie polskie
Zawsze będziemy kochać Mjanmę
Ziemię naszych praojców
Walczymy i oddamy swoje życie
Dla naszej wspólnoty
Dla niej odpowiedzialnie wykonamy zadanie
Stojąc jak jeden mąż na tej na tej cennej ziemi